# Гийом I де Ламарк
Гийом I де Ламарк (фр. Guillaume I de La Marck), или Вильгельм I фон дер Марк (нем. Wilhelm I von der Marck; 1446 — 18 июня 1485), по прозвищу Арденнский Вепрь (фр. Le Sanglier des Ardennes) — южнонидерландский сеньор, известный разбоями и мятежами.

## Биография
Сеньор Люммена (Люме), Верпере, Эгремона и Лона, камергер Людовика XI.
Третий сын Иоганна II фон дер Марка, сеньора Седана, Аренберга и Люммена, и Анны фон Вирнебург.
Принадлежал к младшей линии знатного вестфальского дома фон дер Марк, ставшего, благодаря приобретению многочисленных владений в Арденнах и долине Мааса, одной из могущественнейших фамилий Льежской области.
Его старший брат Эврар III де Ламарк унаследовал сеньорию Аренберг, средний, Роберт — Седанскую сеньорию, а Гийома, получившего Люме в графстве Лооз, хронисты именуют то Гийомом де Ламарком, то Гийомом д’Аренбергом.
Свое знаменитое прозвище этот сеньор получил за многочисленные грабежи и насилия.

## Льежские восстания
Впервые его имя упоминается в анналах Льежа в 1467 году, когда жители, воспользовавшиеся смертью герцога Бургундского, осадили замок Юи, где укрылся их сеньор Луи де Бурбон. Гийом был среди осаждавших, тогда как его брат Эврар сохранил верность своему принцу. После взятия и разграбления Юи Ламарк был назначен охранять это место.
С прибытием бургундских войск он отступил в графство Лооз. Получив известие о разгроме льежцев под Брюстемом, Гийом заключил мир с победителем, после чего его имя исчезает из хроник на 6—7 лет.
В период отчаянной борьбы льежцев за независимость Гийом, вопреки тому, что о нём писали патриотически настроенные авторы XIX века, не был национальным героем, а оставался в своих доменах, которые покидал лишь для совершения различных преступлений.
В 1474 году он опустошил земли аббатства Сен-Лоран в Момале, а 10 августа того же года содействовал Жану де Розу в убийстве Ришара де Тронсийона, генерального викария епископства, совершенном в Сен-Троне. После этого Арденнский вепрь вернулся в свой замок Эгремон.
Продал землю Пер сеньору де Эмберкуру, а свой наследный замок Люммен сеньору де Веру.
Укрепил Эгремон и навербовал отряд пособников, носивших на одежде в качестве отличительного знака изображение кабаньей головы.

## Борьба с Карлом Смелым
Предложил свои услуги Карлу Смелому, когда тот шел через Маастрихт на помощь архиепископу Кёльнскому, но одновременно вступил в секретные переговоры с Францией. Собрал войска для противодействия герцогу Бургундскому, осаждавшему Нойс. В конце августа 1474 года в Льеже распространился слух о том, что Гийом собирает под свои знамёна всех недовольных, и бюргеры собирались двинуться на соединение с ним, но были удержаны в городе по настоянию бальи.
По-видимому, Ламарку не удалось продвинуться на территорию епископства дальше Франшимона. Луи де Бурбон созвал своих вассалов, и при поддержке ополчения Эсбе, своих родственников и бургундских частей, захватил и срыл замок Эгремон. После этого Арденнский вепрь бросил вызов и князю-епископу и его покровителю Карлу Смелому.

## Борьба с Луи де Бурбоном
После гибели герцога Бургундского в битве при Нанси Льеж вернул независимость, и Эврар де Ламарк добился амнистии для своего брата, который более не считался врагом. Явившись к епископу Льежскому, Гийом бросился ему в ноги и испросил прощение, которое было даровано при условии примирения с семьей Ришара де Тронсийона.
Ламарк получил обратно сеньорию Эгремон, стал авуэ Эсбе, был назначен главой своей фамилии, гран-мэром Льежа, получил эскорт из 24 рыцарей и замок Серен в Эсбе.
Некоторое время Арденнский вепрь служил Луи де Бурбону: представлял его на различных церемониях, командовал войсками в походе на Раса ван Эрса, которого заставил положить оружие, приветствовал от имени своего сеньора герцога Максимилиана Габсбурга, прибывшего в Нидерланды для женитьбы на Марии Бургундской. Сопровождал этого принца из Маастрихта в Дист.
В должности гран-мэра председательствовал на казни нескольких злодеев, составивших заговор для захвата власти в городе, убийства епископа и разграбления домов богачей.
Ссудив епископу Льежскому 4000 рейнских флоринов, Гийом получил как залог (en engagère) замок Франшимон, в соответствии с актом, утвержденным кафедральным капитулом. Одновременно он принес новую присягу верности, и обязался не затевать новых войн против желания епископа и льежских сословий. Затем Гийом сопровождал Бурбона в Гельдерн, на встречу с родственниками, а весной 1478 года участвовал в заседаниях Штатов страны.
Уступка Франшимона была крупной ошибкой со стороны епископа. Усилив свои позиции, Арденнский вепрь затеял новые интриги. Он увеличил свою личную охрану, в то время как Бурбон, уступив настояниям народа, желавшего избежать бесполезных трат, свел свою до минимума. По-видимому, вступив в сговор с Людовиком XI, Гийом де Ламарк начал запугивать окружение принца, добиваясь, чтобы ни один из секретарей не осмеливался подавать тому документы без его апробации. Это привело к открытому конфликту, и после тщетных попыток примирения, предпринятых магистратом Льежа, Ламарк уехал в замок Франшимон.
Вернувшись через некоторое время с пышным эскортом в столицу, Гийом начал терроризировать епископа, и тому пришлось спасаться бегством сначала в Тонгерен, затем в Сен-Трон. Вепрь следовал за ним, вероятно, выжидая удобного случая для нанесения решительного удара, но тяжелая болезнь и поражение французских союзников в битве при Гинегате вынудили его к временному бездействию.
Луи де Бурбон объявил Ламарка врагом общества, стоящим вне закона. В сентябре 1480 года представители епископа и суд эшевенов Льежа приговорили Арденнского вепря к изгнанию и конфискации владений. Людовик XI протестовал против этого решения, расценив его как личное оскорбление, поскольку называл Гийома своим другом и служителем.
Королевское послание от 11 января 1481 года, адресованное льежским сословиям, не оставляет сомнений в предательстве Ламарка, вступившего в сговор с Францией. В самом Льеже резко упал уровень жизни, и шахтеры начали открытое возмущение. Бурбону пришлось казнить двух главарей недовольных. Арденнский вепрь решил воспользоваться смутой, рассчитывая возглавить половину льежцев, выступавшую против епископского правления. Видя, что королевское вмешательство не привело к снятию приговора, он надеялся добиться его отмены силой.

## Убийство льежского епископа
Выступив из Франшимона с 12 сотнями кавалерии и 3000 пехотинцев, набранных, в основном, среди льежских изгнанников, Гийом 29 августа 1482 года подошел к городским воротам. Луи де Бурбон созвал городское ополчение, но сам остался в Юи, ожидая помощи от Максимилиана Габсбурга.
Известие о приближении войска Арденнского вепря вызвало ужас среди льежцев. Жители собирались бежать через пригороды Святой Вальбурги и Святой Маргариты, когда хищник показался со стороны Амеркёра, рассчитывая пройти через Ведр к Шене. Его авангард отбросил солдат епископа, посланных из Юи. Льежские ремесленники не захотели поддержать своего суверена, и кроме людей из окружения принца, никто не был готов идти на жертвы ради обороны города.
Знаменосец Святого Ламберта Ян ван Хорн предложил епископу затвориться в Юи и держать оборону, пока не подойдет на помощь войско принца Оранского. Пока шло обсуждение, из Льежа поступили требования подкреплений. Оставив колебания, Луи де Бурбон бросился вглубь долины, чтобы усилить свои части, но встретил разбитый и отступавший авангард, лишившийся лучших людей.

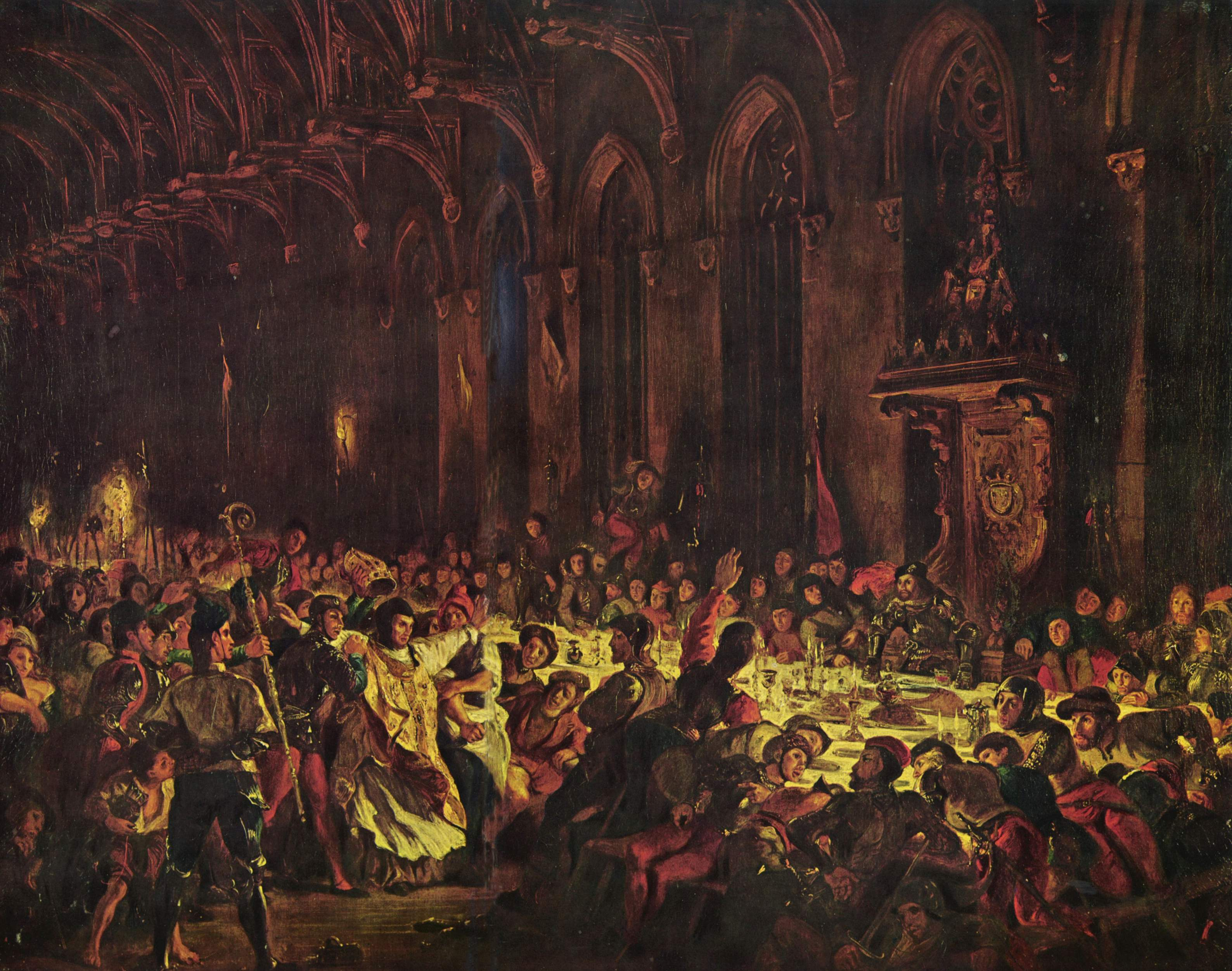
Эжен Делакруа. Убийство льежского епископа (1830), Лувр. Иллюстрация для романа Квентин Дорвард.

У мельницы на ручье Вез, в Гривенье, в самом узком месте дороги, остатки войска епископа были настигнуты противником. Один из людей Вепря ударил Бурбона в лицо. Отвергнув мольбы о пощаде, Гийом нанес ему еще один удар мечом, а затем приказал добить епископа. Раздетый догола труп бросили в ручей, а победитель вступил в город, где отдал своим наемникам на разграбление богатые дома. Собрав остатки капитула Святого Ламберта, Гийом заставил провозгласить себя мамбуром (наместником) страны, в то время, как его брат Роберт стал хранителем замка Буйон. 23 сентября архиепископ Кёльнский отлучил Ламарка от церкви.
Меньшинство капитула, оставшееся в Льеже, было вынуждено избрать новым епископом сына Гийома Жана де Ламарка, имевшего пребенду каноника, но не являвшегося священником. Большинство членов капитула, собравшись в Лувене, опротестовало эти выборы, но их собственные мнения разошлись, так как одни хотели избрать архидиакона Жака де Кроя, а другие Яна ван Хорна, несшего национальное знамя в стычке у Веза, и спасшегося от резни ценой золота. Голоса разделились, и выбор предоставили римскому папе.
Подробности убийства Луи де Бурбона описаны уже после казни Гийома де Ламарка хронистами следующего льежского епископа Яна ван Хорна (который таким образом хотел её оправдать), и верить им на 100 % нельзя. Возможно, Луи де Бурбон просто погиб в стычке с людьми Арденнского Вепря.

## Война с Максимилианом Габсбургом
Триумф Гийома был результатом субсидий Людовика XI, боровшегося с Максимилианом за бургундское наследство. По просьбе австрийца Штаты Брабанта собрали войско, и с таким же призывом герцог обратился к сословиям Эно. Сен-Трон был занят его войсками, Лооз и Хасселт разграблены, а Эсбе совершенно опустошено. Одно время в опасности находился Льеж, но затем войско Габсбурга повернуло на Тонгерен, который был вынужден сдаться.
Людовик XI также созвал свои войска. Эврар де Ламарк присоединился к брату, и вдвоем они начали опустошительную войну против сторонников Максимилиана. Гийом добился легкого успеха под Ланденом, а Эврар заставил маастрихтское ополчение снять осаду Сихема. Успехи увеличили наглость мамбура. В начале 1483 года во главе банды авантюристов и горожан, набранных силой, он выступил против брабантского войска, укрепившегося близ замка Оллонь-сюр-Гер, которым оно намеревалось овладеть. Пренебрегая элементарными военными правилами, Гийом попытался опрокинуть противника яростным фронтальным ударом, и потерпел тяжелое поражение, потеряв многих швейцарских и гасконских наемников. Адольф де Ламарк и Ги де Канн были взяты в плен.
После возвращения в город Гийом в бешенстве приказал перерезать тех, кто осмелился предложить мирные переговоры: делегатов магистрата и сеньора де Тирибю, посланного городом Юи. Знатные горожане, которых подозревали в желании договориться с победителями, были схвачены эмиссарами Вепря и убиты у него на глазах.
Через 15 дней после Оллоньского разгрома Людовик XI ратифицировал Аррасский договор с Максимилианом, обязавшись перестать поддерживать Ламарка. Потеря важнейшего союзника не сильно обескуражила Гийома, и Льежское княжество продолжило страдать от его грабежей и ответных репрессалий брабантцев. Ги де Канн сжег Сен-Лоранское аббатство. Максимилиан принудил Тонгерен принять епископом Яна ван Хорна, но овладеть цитаделью Юи, которую Арденнский вепрь сделал центром своих военных операций, ему не удалось.

## Тонгеренский мир
Льежцы настаивали на заключении мира, взяв за основу предложения Жана де Шалона и Филиппа Клевского. Прелиминарии были подписаны на антипасху, и тогда же установлено перемирие, а окончательный договор заключен 10 апреля 1483 года в Юи. На радостях льежцы положили Гийому пожизненную ренту в 800 флоринов, с возможностью ее передачи сыновьям Вепря — Гийому и Жану.
Когда папа утвердил епископское избрание Яна ван Хорна Гийом де Ламарк счел, что слишком рано положил оружие. Окончательно военные действия прекратились только с подписанием 21 мая 1484 года мира. Владение Серен-Ле-Шато вернулось к Гийому, ему выплатили 36 000 ливров, и за ним оставили должности хранителя замков Франшимон и Буйон. Жан де Ламарк получил бенефиции с 1000 ливров дохода. Пять эшевенов, назначенных Гийомом, и другие его функционеры, сохраняли свои должности пожизненно. Гийом получил полное прощение, и Максимилиан поклялся считать его родственником, вассалом и подданным. Принц и Штаты взяли его под защиту против любых попыток мести за прошлые преступления. Приговоры ему и его сторонникам за убийство Луи де Бурбона, утвержденные тремя сословиями, были кассированы.

## Арест и казнь
Условия соглашения вступили в силу только в октябре, так как предварительно потребовалось отменить многочисленные обвинительные акты. 7 октября Ян ван Хорн вступил в Льеж. Первое время между ним и Ламарком сохранялась видимость дружбы. По сообщению хрониста Жана де Лоса, однажды епископ даже воспользовался гостеприимством Гийома и, следуя обычаю того времени, разделил с ним ложе. При этом оба продолжали строить козни. Ламарку было недостаточно крепостей Франшимон, Серен-Ле-Шато, Буйон и Лоншан, и он хотел получить еще и Гревенброк. Как и во времена Луи де Бурбона, он продолжал вмешиваться в дела управления княжеством, и при этом поддерживал связи с соседними правителями. Один из хронистов обвиняет Гийома в сговоре с герцогом Лотарингским против Максимилиана и епископа.
Решив покончить с этой проблемой, герцог Бургундский приказал своему генералу Фредерику ван Хорну, сеньору де Монтиньи, хитростью овладеть особой Ламарка и доставить его в Маастрихт на суд и казнь. Ян ван Хорн, разделявший с герцогом Брабантским суверенитет над Маастрихтом, одобрил этот замысел.
Около середины июня 1485 года находился в Сен-Троне, где отдыхал вместе с принцем и его старшим братом. Монтиньи присоединился к их компании, приведя с собой отряд жандармов. Во дворце, принадлежавшем Вепрю, состоялась пирушка, а наутро новый приятель повернул дружескую беседу на тему лошадей, предложил Ламарку конное состязание за городом, и там заманил в засаду.
Пленника привезли в Маастрихт, город, где его особенно ненавидели, поместили во дворце князя-епископа, и без формального процесса, на объединенном заседании двух жюри, приговорили к смерти за убийство Луи де Бурбона. Гийом исповедовался приору доминиканцев Арнольду Прёнену, и на следующий день, 18 июня поднялся на эшафот, демонстрируя свое обычное бесстрашие. Его тело было погребено в церкви доминиканцев. Через несколько дней по приговору того же суда был казнен арестованный вместе с Ламарком мэр Лооза Гилберт ван Энтброк. Под пыткой он показал, что Гийом в Сен-Троне похвалялся, будто вскоре сделает своего сына епископом Льежа.

## Итоги
Автор статьи в «Бельгийской национальной биографии» оспаривает попытки современных ему бельгийских историков изобразить Гийома де Ламарка борцом за патриотическое дело, так как тот, в основном, был наглым бандитским главарем, но указывает, что арест и казнь были осуществлены с грубейшими нарушениями закона. Несмотря на свои преступления, Гийом де Ламарк был рыцарем, вассалом Льежской церкви и князя-епископа, буржуазии города, и, как полагают многие историки, находился в некоем подобии клерикального обета. Будучи женат, он, тем не менее, носил тонзуру и церковное облачение.

Его судьи, если так можно назвать тех, кто служил преступным замыслам Максимилиана и Яна ван Хорна, нарушили местные порядки, церковные иммунитеты, и, что было еще более тяжким преступлением, торжественную амнистию, объявленную в Тонгерене в предыдущем году. Принесение правосудия в жертву государственным интересам, скажем больше, юридическое преступление, далекое от того, чтобы обеспечить спокойствие небольшого княжества, оживило недовольство, которое пришлось терпеть еще долгое время. «Моя голова будет кровоточить долго», — произнес Вепрь, поднявшись на эшафот, и это предсказание не замедлило осуществиться. Последовавшая за этим гражданская война, продлившаяся до 1492 года, стала одной из самых ужасных в истории Льежа, вообще весьма плодовитой на трагические события и кровавые революции.— Lonchay H. Marck (Guillaume de La), col. 527
Подробная биография Гийома де Ламарка — «Лилия и Вепрь. Чарующая история Арденнского вепря» — была издана в 2008 году маркизом Оливье де Тразеньи, как итог 15 лет работы, в том числе, в сотрудничестве с князем Леопольдом д’Аренбергом, одним из потомков этого деятеля.

## Семья
Жена (ранее 1463): Иоганна ван Арсхот ван Шонховен (ум. 18.03.1506), дочь Иоганна ван Арсхота, сеньора ван Шонховен, и Одилии де Мерод
Дети:
- Жан I де Ламарк (Иоганн I фон дер Марк, 1462 — 14.08.1519), сеньор де Люмен. Жена (26.09.1499): Маргарета фон Рункель (ум. 1547), дочь Дитриха фон Рункеля и Анастасии Викдане
- Гийом де Ламарк (ум. 20.05.1516), сеньор д’Эгремон. Жена: Рене дю Фу, дама де Монбазон (ум. 1506), дочь Жана дю Фу, сеньора де Ростерена, и Жанны де Ларошфуко
- Маргарета фон дер Марк (ум. 1509). Муж 1) (1483): Ланселот де Берлемон (ум. 1484); 2): Фридрих фон Сомбресс (ум. 1504)
- Мария Изабелла фон дер Марк. Муж: Жан (Робер) де Лоррен, бастард Водемонский (ум. 1510), сеньор де Фокемон

## В беллетристике
Гийом де Ламарк является одним из персонажей романа Вальтера Скотта «Квентин Дорвард».

## В кино
- «Квентин Дорвард» (производство США), 1955) режиссёр Ричард Торп, в роли де Ламарка — Дункан Ламонт.
- «Квентин Дорвард» (Франция-Германия, 1971) режиссёр Жиль Гранжье, в роли де Ламарка — Жан Нергаль.
- «Приключения Квентина Дорварда, стрелка королевской гвардии» (СССР, 1988) режиссёр Сергей Тарасов, в роли де Ламарка — Витаутас Томкус.